# Регулятори середовища
Регулятори середовища — флотаційні реагенти, які використовуються для створення оптимальних умов дії інших реагентів при Регулятори середовища використовуються для створення оптимальних умов дії інших реагентів при флотації. Це досягається, головним чином, зміною рН середовища, видаленням з рідкої фази пульпи так званих «небажаних» йонів. Регулюванням значень окиснювально-відновлювального потенціалу пульпи і процесів диспергування та коагуляції шламів.
Як реагенти регулятори середовища використовуються неорганічні і органічні сполуки, багато з яких застосовується як активатори і депресори флотації мінералів.
Регулятори середовища: луги і кислоти (вапно СаО, їдкий натр NaOH, сода Na2CO3, сірчана кислота H2SO4 і ін.) змінюють рН середовища і таким чином впливають на процес флотації.